# 발드르의 꿈

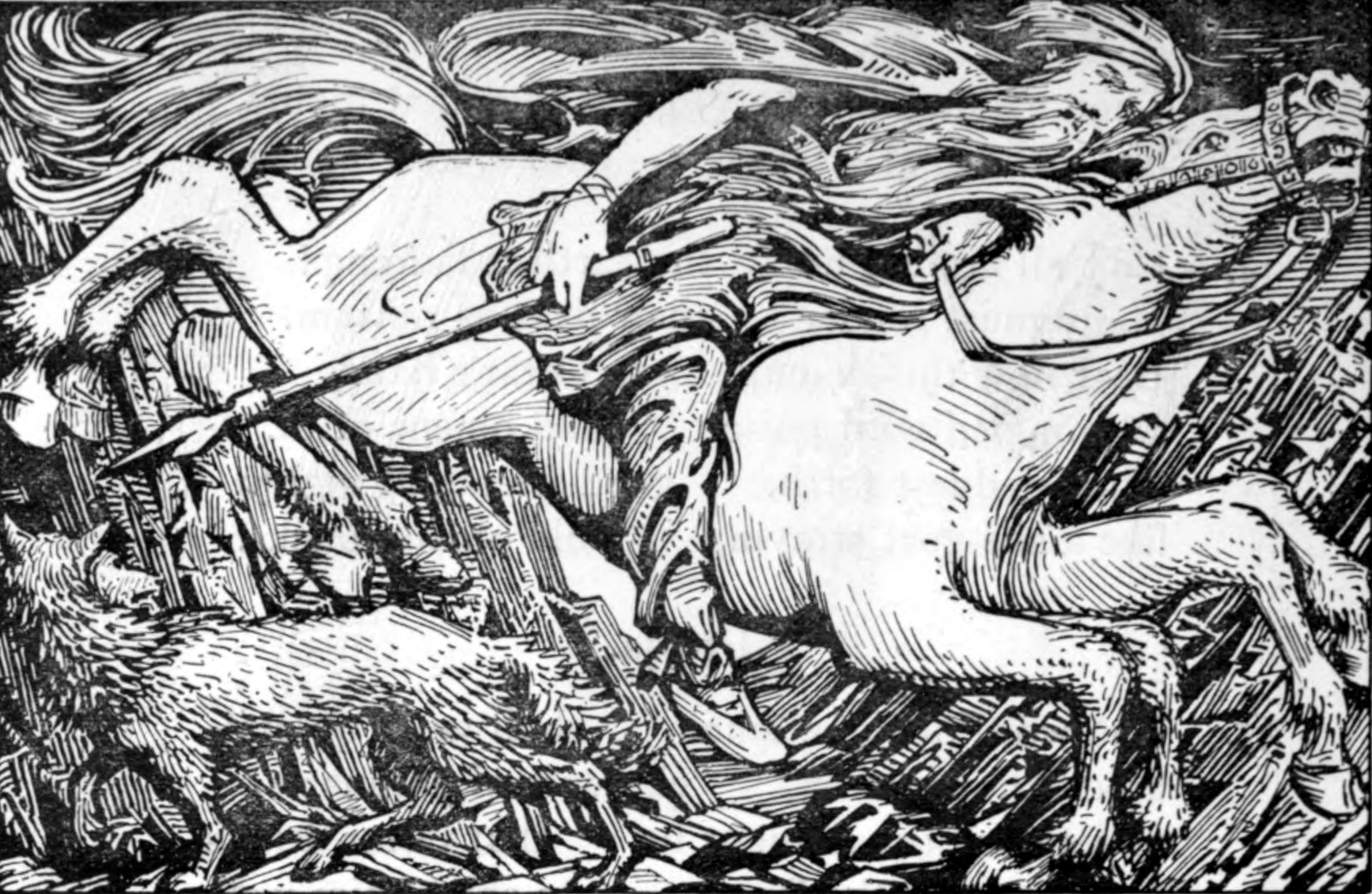
〈저승을 달리는 오딘〉(1908년, W. G. 콜링우드 작)

〈발드르의 꿈〉(고대 노르드어: Baldrs draumar 발드르스 드라우마) 또는 〈베그탐의 서사시〉(고대 노르드어: Vegtamskviða 베그탐스크비다)는 AM 748 I 4to 필사본에 수록되어 있는 고 에다이다. 〈길피의 속임수〉에서 언급되는 것과 같은 발드르의 죽음 신화를 다루고 있다.
발드르가 악몽을 꾸고, 오딘은 사정을 알아내기 위해 헬로 간다. 그는 볼바의 무덤을 찾아 그녀를 부활시킨다. 오딘은 스스로를 ‘베그탐’(Vegtam)이라 소개하고 볼바와 대화를 나눈다. 볼바는 오딘에게 발드르의 운명에 대해 말해 준다. 시의 끝에서 오딘은 자신의 정체를 밝히고, 볼바는 그에게 돌아가라고 말한다.
이 시가는 에다 시가 중 가장 짧은 축에 속하며, 14절로만 이루어져 있다. 보다 후기의 종이 필사본들에는 5개 절이 추가되어 있으며, 이것들은 보다 후대에 쓰여진 것으로 생각된다. 소푸스 부게는 그것들이 〈오딘의 까마귀 주문가〉와 동일한 저자가 쓴 것이라고 판단하였다.